# 岡本未来
岡本 未来（おかもと みらい、10月11日 - ）は、日本の男性声優、ナレーター。神奈川県横浜市出身。フリー。

## 来歴
フリー期間を経て、2012年7月1日に同人舎（現：アル・シェア）に移籍。
2019年10月31日、アル・シェアを離れフリー。

## 出演

### テレビアニメ
- モンキーパンチ漫画活動大写真（2004年、羽矢）
- 獣神演武 -HERO TALES-（2007年、僧兵）
- ふりぃきぃ〜はいすく〜る（2016年、肩強先生、仮面先生、クニツクリ先生　他）

### ゲーム
- あずみ
- エスプガルーダII
- エンド オブ エタニティ（ビクトー）
- おしゃれに恋して2 〜おしゃれプリンセス〜（マサト）
- 堕天使の甘い誘惑×快感フレーズ（愛音の父親）
- カリストプロトコル（マックス）[6]
- SEVENCORE
- 鉄鬼
- トウィンクル クイーン（システム音声）
- 熱血硬派くにおくん すぺしゃる
- ピンクスゥイーツ 〜鋳薔薇それから〜（ビッグ＝バーン）
- ファンタシースターオンライン２
- ファンタシースターZERO
- FREE JACK（ルシファー）
- ブレイザードライブ（シイハラ）
- HELL GATE
- マイオーディション
- メタルマックス4 〜月光のディーヴァ〜 Limited Edition（カリョストロ[7]）※ダウンロードコンテンツで登場
- シェンムーIII（鳳承旭、他）
- デジボク地球防衛軍（バレット1）

### ドラマCD
- 紅炎のソレンティア（ライナー・バストン）
- クラスメイト...（男子バスケ部員）
- デススマイルズ（誘拐犯、ドラゴン）

### 吹き替え

#### 映画
- アイアン・スカイ（サンダース船長〈ベン・シーマー〉）
- イキングット
- エンドレス・ラブ
- 奇襲戦線 ナチス弾道ミサイルを破壊せよ!（ゾーラ）
- キング・オブ・マンハッタン 危険な賭け（ジミー〈ネイト・パーカー〉）
- グレイブ・エンカウンターズ2
- ストーカー（ジャック）
- SPOOKS スプークス/MI-5（オリヴァー・メイス〈ティム・マキナニー〉）
- ダーク・タイド（ジェフ〈オリヴィエ・マルティネス〉[8]）
- 沈黙の牙TRUE JUSTICE PART3（2012年）（DVD版）（ジャック）
- 沈黙の啓示TRUE JUSTICE PART2（2011年）（DVD版）（マイルズ）
- DEAR WENDY ディア・ウェンディ（フレディー）
- ディアトロフ・インシデント（アンディ）
- ディテクティヴ（ガウディオ医師）
- TEST10（ロブ）
- トゥモロー 僕たちの国が侵略されたら（ケヴィン）
- ドクターズ・ハイ（グリフィン）
- バイバイ、ママ※原題LOVERBOY
- ヒッチコック
- ファイナル・エンペラー 悲劇の皇帝（パッラディオ）
- フィラデルフィア・エクスペリメント（フォークナー〈ライアン・ロビンズ〉）
- プリティ・ガール（ジョン）
- プリンス・アンド・ミー
- ブレイキング・ニュース（ダリル）
- マーキュリーマン（ニコライ）
- マネーボール（青年期のビリー・ビーン〈リード・トンプソン〉、カルロス・ペーニャ、クボタ、TVアナウンス）
- LOOK SUPER（アンディ）
- ライン・オブ・ビューティ 愛と欲望の境界線（ジャスパー）
- レッド・ライト
- ロストエビデンス

#### ドラマ
- エバーウッド 遥かなるコロラド（アラン、リード）
- 男が愛する時（イ・チャンヒ〈キム・ソンオ〉[9]）
- お願い、キャプテン（ジェス）
- クリミナル・マインド FBI行動分析課（アダム）
- CSI:マイアミ9（ジャスティン）
- 新米刑事モース〜オックスフォード事件簿〜（ジェイクス巡査部長〈ジャック・ラスキー〉）
- 孫子≪兵法≫大伝（隗射）
- フルハウス（職員）
- ボーイ・ミーツ・ワールド（学生）
- 炎の英雄 シャープ（マシューズ少尉）
- 名探偵ポワロ（アントニオ・フォスカレリ）
- ヤング・スーパーマン（院内アナウンス）
- リゾーリ&アイルズ ヒロインたちの捜査線（セス）
- LOST（アーサー）

#### アニメ
- KND ハチャメチャ大作戦（ナイトブレイズ）
- シャドウレイダース（ファイア兵）
- ポパイ（ランプの精）
- リロ&スティッチ（ワイノ）

### テレビ
- めちゃ×2イケてるッ!
- 発掘!あるある大事典
- 奇跡の扉 TVのチカラ
- もしも体感バラエティ if
- 土曜ワイド劇場
- 日立 世界・ふしぎ発見!
- ビートたけしのエジプトミステリー
- NHK-BS 世界のドキュメンタリー
  - 海が濁っていく〜渤海沿岸 養殖場の1年〜
  - カーボン・ラッシュ〜CO2排出権ビジネスの実態〜
  - フラッシュ・クラッシュ〜株取引 超高速化の落とし穴〜

### ナレーション
- Audi
- Adobe Systems
- 打天使
- しまじろうGOGOライブ
- ジェーピースタイル
- スターキー
- ハーバードからの贈り物
- パチスロTV『池上連のかかってこんかい!』
- 夢をかなえるそうじ力

### ボイスドラマ
- ソードアート・オンライン ボイス（ヒースクリフ、見物人[10]）

### ボイスオーバー
- ヒストリーチャンネル 現代の驚異
- 世紀の旅客機衝突事故
- ヒューマンウェポン
- ボーンヤード
- メガ・ムーバーズ